# Stefan Schreyer

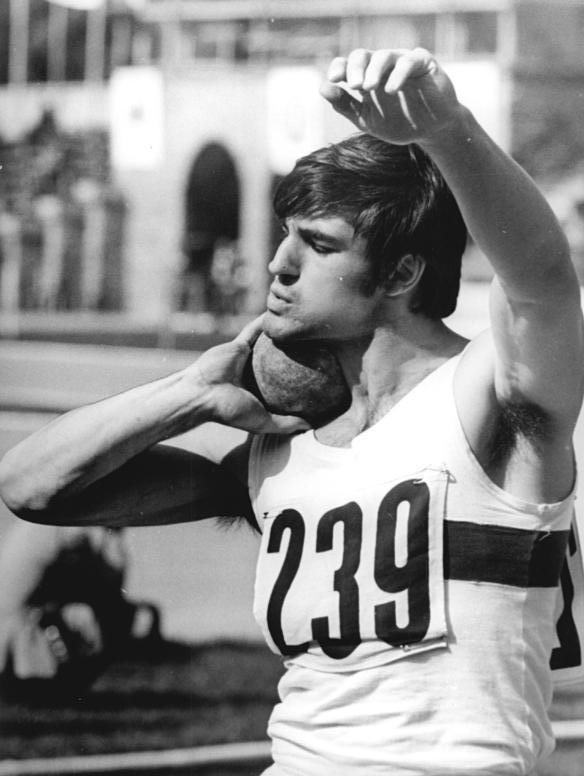
Stefan Schreyer wird 1972 DDR-Meister im Zehnkampf

Stefan Schreyer (* 23. Oktober 1946 in Gotha) ist ein ehemaliger Leichtathlet aus der Deutschen Demokratischen Republik (DDR). Er war 1972 Olympiafünfter im Zehnkampf.
Schreyer platzierte sich 1967 erstmals bei den DDR-Meisterschaften im Zehnkampf, als er den achten Platz belegte. Aber erst 1972 konnte er sich unter den ersten drei platzieren, er wurde mit 7942 Punkten DDR-Meister. Bei den Olympischen Spielen 1972 in München vertrat er die DDR zusammen mit Joachim Kirst, der aber nach dem Hürdenlauf aufgeben musste. Schreyer schloss als einziger der deutschen Zehnkämpfer seinen Wettbewerb ab, er erreichte seine persönliche Bestleistung von 7950 Punkten (7907 nach der heute üblichen Punktwertung). Als Fünfter lag er am Ende 34 Punkte hinter der Bronzemedaille, als Sprinter-/Werfertyp verlor er eine mögliche Medaille im abschließenden 1500-Meter-Lauf. Schreyer belegte 1973 und 1975 noch zweimal den zweiten Platz bei den DDR-Meisterschaften, jeweils hinter Dieter Krüger. 
Schreyer nahm von 1967 bis 1975 an 14 Wettkämpfen im Nationaltrikot teil, die Olympischen Spiele 1972 blieben aber seine einzigen großen Meisterschaften. Der gelernte Elektromaschinenbauer startete für den SC Chemie Halle. Bei einer Körpergröße von 1,84 m betrug sein Wettkampfgewicht 84 kg. 
Schreyer ist Trainer bei dem Verein LG Ohra Energie LV Gothaer Land und Trainer von Andy Dittmar. 